# العطشانة (الرقة)
العطشانة قرية سورية تتبع ناحية مركز الرقة في منطقة مركز الرقة في محافظة الرقة. بلغ عدد سكانها 169 نسمة في عام 2004 حسب إحصاء المكتب المركزي للإحصاء.